# The Concretes
The Concretes ist eine schwedische Band aus Stockholm, bestehend aus derzeit sieben Mitgliedern.

## Geschichte
The Concretes begannen als Mädchentrio mit Victoria Bergsman, Maria Eriksson und Lisa Milsberg. Die Band wuchs rasch auf acht Mitglieder an. Daneben gibt es eine Reihe von „Honorary Concretes“, also Ehrenmitgliedern, die auf ihren Alben musizieren.
Ihr Song Say Something New unterlegte die US-amerikanischen Werbespots der Supermarktkette Target Corporation.
Ihr Song You Can’t Hurry Love ist Teil des Soundtracks zu den Filmen Elizabethtown (2005) und Cashback (2006).
Die australische Band The Avalanches veröffentlichte ein Remix des Songs Chico.
Bergsman verließ 2006 die Band, um eine Solokarriere zu beginnen; mit Taken by Trees startete sie ihr erstes Projekt. Bekanntheit erlangte sie als Gastsängerin bei dem 2006 veröffentlichten Lied Young Folks von Peter Bjorn And John, das ein internationaler Hit wurde.

## Diskografie (Auswahl)

### Studioalben
- 2003: The Concretes
- 2006: In Colour
- 2007: Hey Trouble (Veröffentlichung in Skandinavien am 4. April)
- 2010: WYWH

### Kompilationen
- 2000: Boyoubetterunow
- 2005: Layourbattleaxedown

### Singles und EPs
- 1999: Limited Edition
- 1999: Lipstick Edition
- 2001: Nationalgeographic
- 2002: Forces
- 2004: Say Something New
- 2004: You Can’t Hurry Love
- 2004: Seems Fine
- 2004: Chico
- 2004: Warm Night
- 2006: Chosen One
- 2006: On The Radio
- 2007: Kids
- 2007: Oh Boy
- 2007: Rough Trade Shops
- 2007: Keep Yours